# グランドア伯爵
グランドア伯爵（グランドアはくしゃく、英: Earl of Glandore）は、アイルランド貴族の爵位。1776年に創設され、1815年に廃絶した。従属爵位のブランデン男爵（Baron Branden、1758年創設、1832年廃絶）についても本項で述べる。

## 歴史
サー・トマス・クロスビー(?–1694)の孫モーリス・クロスビー(c.1688–1762)はケリー県選挙区選出アイルランド庶民院議員を45年間務めたのち、1758年9月16日にアイルランド貴族であるケリー県のブランデン男爵に叙された。その息子である2代男爵ウィリアム・クロスビー(1716–1781)はアルドフェルト選挙区選出アイルランド庶民院議員を27年間務め、爵位を継承したのち1771年11月30日にケリー県アルドフェルトにおけるクロスビー子爵に、1776年7月22日にコーク県におけるグランドア伯爵に叙された。
2代伯爵ジョン・クロスビー(1752–1815)はアイルランド庶民院議員、アイルランド貴族代表議員を務めたが、妻との間で息子をもうけず、その死をもってグランドア伯爵位とクロスビー子爵位が廃絶した。ブランデン男爵位は初代伯爵の弟モーリス・クロスビー(1733–1809)の息子ウィリアム・クロスビー(1771–1832)が継承して4代男爵となった。
4代男爵はアイルランド国教会の聖職者だった。妻エリザベスが第2代メルバーン子爵ウィリアム・ラムと不倫したため、1829年に離婚裁判を起こしたが、証拠不足で敗訴した。妻との間の息子が夭折したため、4代男爵の死をもってブランデン男爵位も廃絶した。

## ブランデン男爵（1758年）
- 初代ブランデン男爵モーリス・クロスビー（1688年ごろ – 1762年）
- 第2代ブランデン男爵ウィリアム・クロスビー（1716年 – 1781年）
  - 1771年、クロスビー子爵に叙爵。1776年、グランドア伯爵に叙爵

## グランドア伯爵（1776年）
- 初代グランドア伯爵ウィリアム・クロスビー（1716年 – 1781年）
- 第2代グランドア伯爵ジョン・クロスビー（1752年 – 1815年）

## ブランデン男爵（1758年、復帰）
- 第4代ブランデン男爵ウィリアム・クロスビー（1771年 – 1832年）
  - モーリス・クロスビー閣下（1815年/1816年 – 1816年）